# مسجد ترولهتان
مسجد ترولهتان الشيعي (بالسويدية: Trollhättans moské)‏، هو مسجد شيعي كبير في البلاد يقع في ترولهتان، محافظة فسترا يوتالاند، السويد.
بعد أن أمر عيدي أمين في 1972 بطرد الآسيويين من أوغندا، كان العديد منهم من المسلمين الشيعة؛ الذين استقروا في السويد. في 1976 أنشأوا مركزًا إسلاميًا محليًا، وفي 1985 تم بناء المسجد. في 14 أغسطس 1993، هاجم النازيون الجدد المسجد (الأصلي) بالمولوتوف؛ مما أدى إلى إلحاق أضرار جسيمة بالمبنى وتدميره. المسجد الحالي أكبر حجما، وتم بناؤه في نفس المكان الذي كان يقع فيه المسجد الأصلي.